# 葉室光親
葉室 光親（はむろ みつちか）は、平安時代末期から鎌倉時代前期にかけての公卿。藤原 光親とも言う。権中納言・藤原光雅の次男。官位は正二位・権中納言。昭和3年（1928年）11月10日、贈従一位。

## 経歴
寿永2年（1183年）、六位蔵人となりまもなく叙爵され、のち豊前守・兵部権大輔・左衛門権佐・防鴨河使などを歴任する。正治2年（1200年）、右少弁に任ぜられると、翌建仁元年（1201年）には権左少弁に昇進し五位蔵人を兼ね、元久元年（1204年）にはさらに左衛門権佐を兼任して三事兼帯となった。建永元年（1206年）、蔵人頭・右大弁を経て、承元2年（1208年）、従三位・参議に叙任され公卿に列した。
その後、建暦元年（1211年）に正三位・権中納言に昇進するが、建保2年（1214年）には権中納言を辞任する。建保4年（1216年）正月、権中納言に還任されるが、同年6月に再び辞任し、翌建保5年（1217年）には正二位に昇叙された。またこの間議政官として、右兵衛督・検非違使別当・按察使を兼任した。
一方で光親は後鳥羽院の側近として年預別当や、順徳天皇の執事、近衛家実や藤原麗子の家司なども務めた。
承久3年（1221年）、承久の乱が起こると、光親は北条義時討伐の院宣を後鳥羽院の院司として執筆するなど、後鳥羽上皇方の中心人物として活動。しかし実際は上皇の倒幕計画の無謀さを憂いて幾度も諫言していたが、後鳥羽上皇に聞き入れられることはなかった。
光親は清廉で純潔な心の持ち主で、同じく捕らえられた同僚の坊門忠信の助命が叶ったと知った時、心から喜んだといわれるほど清廉で心の美しい人物だったという。『吾妻鏡』によれば、光親は戦後に君側の奸として捕らえられ、甲斐源氏の一族・武田信光によって鎌倉へ護送される途中・駿河国車返の付近で鎌倉からの使の命を受け、甲斐の加古坂（現在の籠坂峠、山梨県南都留郡山中湖村）において処刑された。享年46。籠坂峠を越えた静岡県駿東郡小山町須走に光親の墓がある。処刑の直前に出家して西親と号した。
北条泰時はその死後に光親が上皇を諌めるために執筆した諫状を目にし、光親を処刑した事を酷く悔やんだという。ただし、院宣の執筆行為と伝奏として院宣発給の事実を太政官に連絡し、それを元にして太政官においても義時追討の官宣旨が作成されていることから、公家の中でも最も重い罪に問われたと考えられている。
『中都記』ないし『心言記』と呼ばれる日記を著していたが、散逸甚だしく保存状態はあまり良好ではない。光親は封建道徳における忠臣であった。静岡県御殿場市の藍澤五卿神社は、承久の乱で処刑された光親・一条信能・源有雅・葉室宗行・藤原範茂を祀っている。

## 系譜
- 父：藤原光雅
- 母：藤原重方の娘
- 妻：吉田経子（吉田定経の娘） - 順徳天皇乳母
  - 男子：葉室定嗣（1208-1272）
  - 男子：葉室光俊（1209-1276）
- 妻：（家女房）
  - 男子：堀川顕親
- 妻：僧成清の娘
  - 男子：藤原光氏
- 生母不明の子女
  - 男子：親暁
  - 男子：円成
  - 女子：鷹司院按察
  - 女子：土御門定通室
  - 女子：久我通平室
  - 女子：藤原高実室 - 藤原経通養女
  - 女子：大炊御門師経養女
  - 女子：藤原満子（大納言典侍） - 順徳天皇乳母
  - 女子：葉室資頼室
  - 女子：長資朝臣室
  - 女子：滋野井公賢室

## 旧跡
静岡県駿東郡小山町に「藤原光親卿の墓」と「藤原光親卿遥拝殿」がある。